# Yvonand
Yvonand és un municipi de Suïssa del cantó de Vaud, està situat al districte del Jura-Nord vaudois.

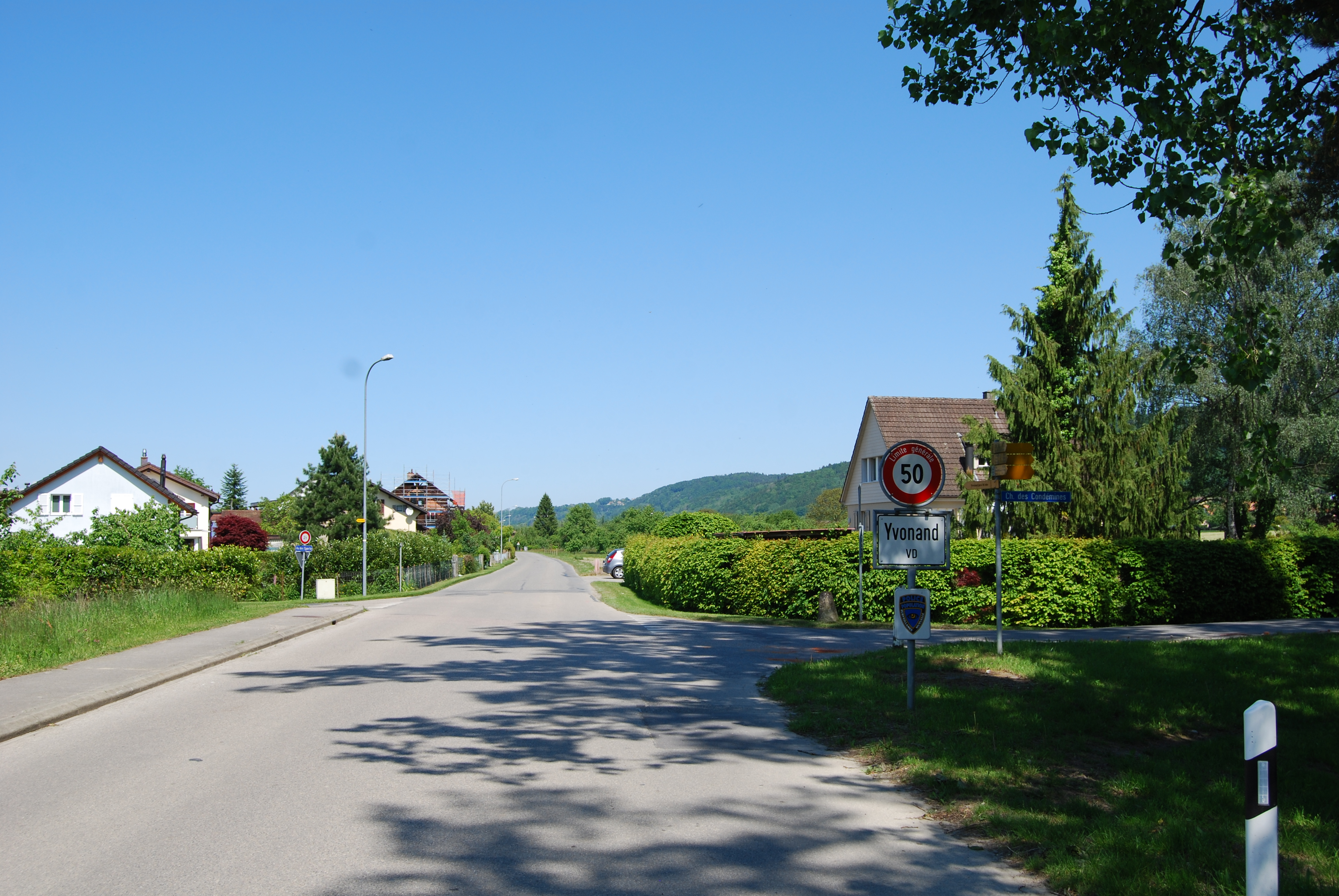
Yvonand